# نشویل (میزوری)
نشویل (به انگلیسی: Nashville) یک منطقهٔ مسکونی در ایالات متحده آمریکا است که در شهرستان بارتون، میزوری واقع شده‌است. نشویل ۱۲۵٫۹ کیلومتر مربع مساحت و ۳۹۶ نفر جمعیت دارد و ۲۹۲ متر بالاتر از سطح دریا واقع شده‌است.